# Jan Harabaszewski

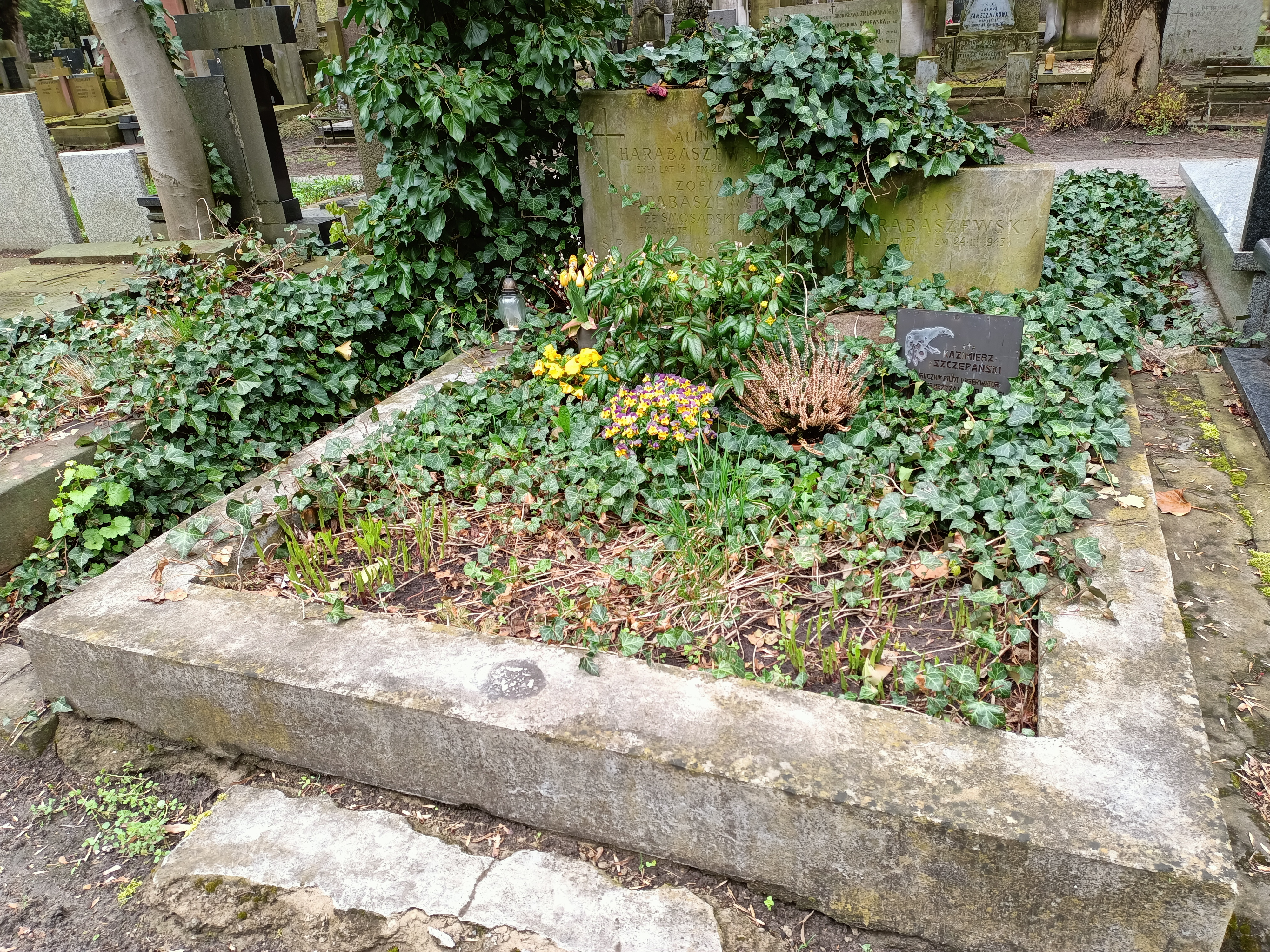
Grób Jana Harabaszewskiego na Cmentarzu Powązkowskim

Jan Harabaszewski (ur. 10 września 1875 w Radomiu, zm. 24 marca 1943 prawdop. w Komorowie pod Warszawą) – absolwent Wydziału Chemii Technicznej Szkoły Politechnicznej we Lwowie. Nauczyciel chemii w Gimnazjum im. T.Czackiego w Warszawie, adiunkt Szkoły Głównej Gospodarstwa Wiejskiego.
Twórca metodyki chemii w szkolnictwie polskim. Jego przewodnim celem było nauczanie chemii poprzez eksperyment uczniowski. Uważał, że chemia jest najlepszą szkołą myślenia indukcyjnego i rozwija osobowość ucznia.
Był redaktorem czasopisma dla nauczycieli „Fizyka i Chemia”, w 1936 roku wydał swą najważniejszą pracę „Dydaktyka chemii”. Założyciel i pierwszy przewodniczący (1924–1926) Sekcji Dydaktycznej Polskiego Towarzystwa Chemicznego.
Pochowany na cmentarzu Powązkowskim w Warszawie (kwatera 221-2-13/14).
Jego imieniem nazwany jest medal przyznawany od 1990 roku przez Polskie Towarzystwo Chemiczne za wybitne osiągnięcia związane z dydaktyką chemii oraz za działalność popularyzatorską w tej dziedzinie.